# Teotónio de Ornelas Bruges Paim da Câmara de Noronha Ponce de Leon
Teotónio de Ornelas Bruges Paim da Camara de Noronha Ponce de Leon (Angra do Heroísmo, 26 de outubro de 1836 — Lisboa, Santa Isabel, 20 de janeiro de 1907), filho do 1.º conde da Praia, foi doutor em Ciências Naturais pela Universidade de Bruxelas, diplomata e deputado às Cortes.

Teve uma filha natural nunca reconhecida de nome Maria Teotónia de Ornelas que foi professora primária e professora da Escola Normal de Angra do Heroísmo.